# Franz Fröschl
Franz Rudolf Fröschl (ur. 1889, zm. ?) – zbrodniarz nazistowski, SS-Scharführer, członek załogi niemieckich obozów koncentracyjnych Mauthausen-Gusen i  Dachau.
Służbę obozową rozpoczął 1 maja 1942 w Mauthausen, gdzie pozostał do marca 1943] Następnie od marca 1943 do marca 1944 był zbrojmistrzem w obozie głównym Dachau, skąd przeniesiono go do podobozu Allach, gdzie do września 1944 sprawował stanowisko kierownika kantyny. Identyczną funkcję pełnił również w podobozie Kaufering od września 1944 do kwietnia 1945.
W procesie członków załogi Dachau (US vs. Franz Fröschl i inni), który miał miejsce 9 lipca 1947 przed amerykańskim Trybunałem Wojskowym w Dachau skazany został na 2,5 roku pozbawienia wolności za bicie więźniów kijem.